# Kim Yeong-ok
Kim Yeong-ok (4 de março de 1974) é uma basquetebolista profissional sul-coreana.

## Carreira
Kim Yeong-ok integrou a Seleção Sul-Coreana de Basquetebol Feminino em Pequim 2008, terminando na oitava posição.

## Títulos
- Jogos Asiáticos de 2002: 2º Lugar